# Морком (тауншип, Миннесота)
Морком (англ. Morcom) — тауншип в округе Сент-Луис, Миннесота, США. На 2000 год его население составило 115 человек.

## География
По данным Бюро переписи населения США площадь тауншипа составляет 93,0 км², из которых 93,0 км² занимает суша, водоёмов нет.

## Демография
По данным переписи населения 2000 года здесь находились 115 человек, 46 домохозяйств и 32 семьи. Плотность населения —  1,2 чел./км². На территории тауншипа расположена 61 постройка со средней плотностью 0,7 построек на один квадратный километр. Расовый состав населения: 95,65 % белых и 4,35 % коренных американцев.
Из 46 домохозяйств в 30,4 % воспитывались дети до 18 лет, в 56,5 % проживали супружеские пары, в 10,9 % проживали незамужние женщины и в 30,4 % домохозяйств проживали несемейные люди. 26,1 % домохозяйств состояли из одного человека, при том 13,0 % из — одиноких пожилых людей старше 65 лет. Средний размер домохозяйства — 2,50, а семьи — 3,06 человека.
24,3 % населения — младше 18 лет, 7,0 % — в возрасте от 18 до 24 лет, 28,7 % — от 25 до 44, 27,0 % — от 45 до 64, и 13,0 % — старше 65 лет. Средний возраст — 40 лет. На каждые 100 женщин приходилось 91,7 мужчин. На каждые 100 женщин старше 18 приходилось 85,1 мужчин.
Средний годовой доход домохозяйства составлял 35 972 доллара, а средний годовой доход семьи —  37 321 доллар. Средний доход мужчин —  40 625  долларов, в то время как у женщин — 36 250. Доход на душу населения составил 14 721 доллар. За чертой бедности находились 11,4 % семей и 14,6 % всего населения тауншипа, из которых 27,9 % младше 18 и 8,3 % старше 65 лет.